# 23.º Distrito Congressional da Califórnia
O 23º Distrito Congressional da Califórnia (em inglês:  California's 23rd congressional district) é um dos 53 Distritos Congressionais do Estado norte-americano da Califórnia, segundo o censo de 2000 sua população é de 639.088 habitantes, sua área é de 2.479 km.